# Banco ético
Um banco ético, também conhecido como banco social, alternativo, cívico ou sustentável, é uma instituição financeira preocupada com os impactos sociais e ambientais de seus investimentos e empréstimos. O movimento bancário ético inclui: investimento ético, investimento de impacto, investimento socialmente responsável, responsabilidade social corporativa e também está relacionado a movimentos como o movimento do comércio justo, o consumo responsável e o empresa social.